# Aleksandr Men'kov
Aleksandr Aleksandrovič Men'kov (in russo Александр Александрович Меньков?; Minusinsk, 7 dicembre 1990) è un lunghista russo.

## Progressione

### Salto in lungo outdoor
| Stagione | Risultato | Luogo     | Data      | Rank. Mond. |
| -------- | --------- | --------- | --------- | ----------- |
| 2013     | 8,56 m    | Mosca     | 16-8-2013 | 1º          |
| 2012     | 8,29 m    | Bruxelles | 7-9-2012  | 6º          |
| 2011     | 8,28 m    | Calamata  | 4-6-2011  | 9º          |
| 2010     | 8,10 m    | Rovereto  | 31-8-2010 | 38º         |
| 2009     | 8,16 m    | Kemerovo  | 6-6-2009  | 27º         |

### Salto in lungo indoor
| Stagione | Risultato | Luogo    | Data      | Rank. Mond. |
| -------- | --------- | -------- | --------- | ----------- |
| 2013     | 8,31 m    | Göteborg | 3-3-2013  | 1º          |
| 2012     | 8,24 m    | Mosca    | 5-2-2012  | 2º          |
| 2011     | 8,17 m    | Omsk     | 21-1-2011 | 2º          |
| 2010     | 7,95 m    | Mosca    | 7-2-2010  | 30º         |
| 2009     | 7,79 m    | Omsk     | 17-1-2009 | 61º         |

## Palmarès
| Anno                             | Manifestazione   | Sede          | Evento         | Risultato     | Prestazione   | Note                                                       |
| Per la Russia                    | Per la Russia    | Per la Russia | Per la Russia  | Per la Russia | Per la Russia | Per la Russia                                              |
| -------------------------------- | ---------------- | ------------- | -------------- | ------------- | ------------- | ---------------------------------------------------------- |
| 2009                             | Europei juniores | Novi Sad      | Salto in lungo | Oro           | 7,98 m        |                                                            |
| 2009                             | Mondiali         | Berlino       | Salto in lungo | 32º (q)       | 7,72 m        |                                                            |
| 2011                             | Europei under 23 | Ostrava       | Salto in lungo | Oro           | 8,08 m        |                                                            |
| 2011                             | Mondiali         | Taegu         | Salto in lungo | 6º            | 8,19 m        |                                                            |
| 2012                             | Mondiali indoor  | Istanbul      | Salto in lungo | Bronzo        | 8,22 m        |                                                            |
| 2012                             | Giochi olimpici  | Londra        | Salto in lungo | 11º           | 7,78 m        |                                                            |
| 2013                             | Europei indoor   | Göteborg      | Salto in lungo | Oro           | 8,31 m        | Miglior prestazione mondiale stagionale                    |
| 2013                             | Universiade      | Kazan'        | Salto in lungo | Argento       | 8,42 m        | Miglior prestazione personale                              |
| 2013                             | Mondiali         | Mosca         | Salto in lungo | Oro           | 8,56 m        | Miglior prestazione mondiale stagionale · Record nazionale |
| 2014                             | Mondiali indoor  | Sopot         | Salto in lungo | 5º            | 8,08 m        |                                                            |
| 2014                             | Europei          | Zurigo        | Salto in lungo | 13º (q)       | 7,78 m        |                                                            |
| 2015                             | Mondiali         | Pechino       | Salto in lungo | 6º            | 8,02 m        |                                                            |
| Come Atleta Neutrale Autorizzato |                  |               |                |               |               |                                                            |
| 2017                             | Mondiali         | Londra        | Salto in lungo | 4º            | 8,27 m        |                                                            |

## Altre competizioni internazionali
2011
- Oro nella Super League degli Europei a squadre ( Stoccolma), salto in lungo - 8,20 m
- Oro al DécaNation ( Nizza), salto in lungo - 8,20 m

2012
- Vincitore della Diamond League nella specialità del salto in lungo (17 punti)

2013
- Vincitore della Diamond League nella specialità del salto in lungo (18 punti)

2015
- Campionati europei a squadre di atletica leggera ( Čeboksary)